# Les Deux Parachutistes
Pour plus de détails, voir Fiche technique et Distribution.
Les Deux Parachutistes (I due parà) est un film de bidasses italiano-espagnol réalisé par Lucio Fulci et sorti en 1965.

## Synopsis
Franco et Ciccio sont deux artistes ambulants italiens. Le peu de succès de leurs prestations les pousse à émigrer aux États-Unis, mais ils se trompent de navire et débarquent dans une petite république d'Amérique centrale, où ils sont immédiatement emprisonnés, car le climat est tendu du fait d'une guerre civile. Pour impliquer les États-Unis, le chef de l'un des partis en guerre décide de travestir les deux artistes en paras américains et de les faire agresser par ses ennemis. Mais tout ne se passe pas comme il l'entend, car nos deux artistes vont avoir une carrière militaire et politique surprenante.

## Fiche technique
Sauf indication contraire, les informations mentionnées dans cette section peuvent être confirmées par la base de données cinématographiques IMDb,  présente dans la section « Liens externes ».
- Titre français : Les Deux Parachutistes ou Les Deux Paras ou Deux Corniauds en parachute ou Deux idiots dans les paras[1]
- Titre original : I due parà
- Réalisation : Lucio Fulci
- Scénario : Vittorio Metz, Amedeo Sollazzo (it)
- Photographie : Tino Santoni
- Montage : Pedro del Rey
- Décors : Nedo Azzini
- Musique : Piero Umiliani
- Sociétés de production : IMA Productions, Ágata Films S.A.
- Pays de production :  Italie,  Espagne
- Langue de tournage : italien
- Format : Couleurs - 2,35:1 - Son mono - 35 mm
- Genre : Comédie
- Durée : 88 minutes
- Dates de sortie :
  - Italie : 24 décembre 1965
  - France : 20 janvier 1967[1]

## Distribution
- Franco Franchi : Franco Impallomeni
- Ciccio Ingrassia : Ciccio Impallomeni
- Umberto D'Orsi : l'ambassadeur américain
- Roberto Camardiel : général Jose Limar
- Mónica Randall : Rosita
- Lino Banfi : Tequinho (comme Pasquale Zagaria)
- Tano Cimarosa : l'aide de Garcia
- Francesca Romana Coluzzi
- Calogero Azzaretto : soldat de Limar
- Linda Sini : Consuelo

## Autour du film
Tourné et sorti en 1965, c'est un des derniers films italiens encore en noir et blanc, alors quand les autres films sortis la même année sont déjà tous en couleur.